# Jhinjhak
Jhinjhak es un pueblo y nagar Panchayat situada en el distrito de Kanpur Dehat en el estado de Uttar Pradesh (India). Su población es de 24027 habitantes (2011). 

## Demografía
Según el censo de 2011 la población de Jhinjhak era de 24027 habitantes, de los cuales 12648 eran hombres y 11379 eran mujeres. Jhinjhak tiene una tasa media de alfabetización del 84,59%, superior a la media estatal del 67,68%: la alfabetización masculina es del 90%, y la alfabetización femenina del 78,58%.